# 黄光学
黄光学（1915年1月1日—？）字巨峰，江西南昌人，中华民国少将。

## 生平
黄光学毕业于复旦大学。后出国留学，获美国哥伦比亚大学硕士学位、英国圣奥拉夫学院哲学博士学位。并先后在革命实践研究院、国防研究院结业。曾任中央陆军军官学校政治教官、中国国民党江西军管区政治部特别党部宣训科科长、江西省党务督导员、组织科科长、代组训处处长、南昌市党部书记长。1948年当选为行宪国民大会代表。1949年到台湾后，历任民防司令部、宪兵司令部政治作战部副主任、主任，国防部新中国出版社少将社长等职。曾兼任光复大陆设计研究委员会委员、中国国民党国民大会党部常务委员、国防研究所讲座、中国文化学院永久教授。1970年去美国，任哥伦比亚大学研究教授、纽约东方文化学院院长、中国国民党海外工作会委员等职。

## 著作
- 《国父孙中山本纪》
- 《中国名将传》